# Gunong Reubo
Gunong Reubo is een bestuurslaag in het regentschap Nagan Raya van de provincie Atjeh, Indonesië. Gunong Reubo telt 248 inwoners (volkstelling 2010).